# Canodia carmelitoides
Canodia carmelitoides är en fjärilsart som beskrevs av Achille Guenée 1852. Canodia carmelitoides ingår i släktet Canodia och familjen tandspinnare. Inga underarter finns listade i Catalogue of Life.